# FIVB World Tour Finals de 2019
FIVB World Tour Finals de 2019 foi a 5ª edição da competição que reúne as melhores duplas do Circuito Mundial de Vôlei de Praia, em ambos os gêneros, realizado entre 3 a 8 de setembro de 2019 na cidade de Itália, com um total de 64 duplas,  e a pontuação obtida nesta edição será computados ao Ranking Olímpico rumo a Tóquio 2020.

## Fórmula de disputa
A competição será disputada por 32 duplas por gênero em sistema de eliminação simples qualificando 8 duplas para o torneio principal, estas se disputarão com 24 duplas, totalizando 32 duplas que serão distribuídas proporcionalmente entre os Grupos A, B, C, D, E, F, G e H (fase de grupos) em turno único, onde as equipes melhores colocadas de cada grupo garantirá vaga direta nas semifinais, enquanto as segundas e terceiras colocadas de cada grupo enfrentam-se nas quartas de finais e na sequência as duplas qualificadas disputarão a fase eliminatória até as semifinais e os vencedores semifinalistas se enfrentarão pela medalha de ouro e os perdedores pela de bronze.

## Local dos jogos
| Local              |
| ------------------ |
| Roma, Itália       |
| Foro Italico       |
| Capacidade: 10 400 |
|                    |

## Campeões
| Evento            | Ouro                                     | Prata                         | Bronze                                |
| Torneio masculino | Oleg Stoyanovskiy Viacheslav Krasilnikov | Julius Thole Clemens Wickler  | Anders Mol Christian Sørum            |
| Torneio feminino  | Laura Ludwig Margareta Kozuch            | Ágatha Bednarczuk Duda Lisboa | Ana Patrícia Ramos Rebecca Cavalcante |

## Torneio Masculino

### Fase classificatória
|  | Qualificados para oitavas de final (primeira colocação)   |
|  | Qualificados para rodada 24 (segunda e terceira posições) |
|  | Eliminados                                                |

#### Grupo A
|     |                  |     | Jogos | Jogos | Jogos | Sets | Sets | Sets  | Pontos | Pontos | Pontos |
| Pos | Equipe           | Pts | T     | V     | D     | V    | P    | R     | V      | P      | R      |
| --- | ---------------- | --- | ----- | ----- | ----- | ---- | ---- | ----- | ------ | ------ | ------ |
| 1   | Gibb–Ta. Crabb   | 4   | 2     | 2     | 0     | 4    | 1    | 4.000 | 97     | 83     | 1.169  |
| 2   | Nicolai–Lupo     | 3   | 2     | 1     | 1     | 3    | 3    | 1.000 | 105    | 108    | 0.972  |
| 3   | Ehlers–Flüggen   | 3   | 2     | 1     | 1     | 2    | 3    | 0.667 | 93     | 96     | 0.969  |
| 4   | Ontiveros–Virgen | 2   | 2     | 0     | 2     | 2    | 4    | 0.500 | 107    | 115    | 0.930  |

| 5 set | 17:00 | Nicolai–Lupo     | 2-1 | Ontiveros–Virgen | 22-20,18-21, 15-12 | Relatório |
| 5 set | 17:00 | Ehlers–Flüggen   | 0-2 | Gibb–Ta. Crabb   | 17-21, 16-21       | Relatório |
| 5 set | 17:00 | Nicolai–Lupo     | 1-2 | Gibb–Ta. Crabb   | 21-23,21-17, 8-15  | Relatório |
| 6 set | 13:00 | Ontiveros–Virgen | 1-2 | Ehlers–Flüggen   | 25-23,15-21, 14-16 | Relatório |

#### Grupo B
|     |                  |     | Jogos | Jogos | Jogos | Sets | Sets | Sets  | Pontos | Pontos | Pontos |
| Pos | Equipe           | Pts | T     | V     | D     | V    | P    | R     | V      | P      | R      |
| --- | ---------------- | --- | ----- | ----- | ----- | ---- | ---- | ----- | ------ | ------ | ------ |
| 1   | Mol–Sørum        | 4   | 2     | 2     | 0     | 4    | 0    | MAX   | 42     | 29     | 1.448  |
| 2   | Rossi–Carambula  | 3   | 2     | 1     | 1     | 4    | 4    | 1.000 | 42     | 68     | 0.618  |
| 3   | Ayé–Gauthier-Rat | 3   | 2     | 1     | 1     | 4    | 4    | 1.000 | 71     | 72     | 0.986  |
| 4   | Bourne–Tr. Crabb | 2   | 2     | 0     | 2     | 0    | 4    | 0.000 | 56     | 84     | 0.667  |

| 5 set | 14:00 | Mol–Sørum        | 2-0 | Ayé–Gauthier-Rat | 21-12, 21-17 | Relatório |
| 5 set | 14:00 | Bourne–Tr. Crabb | 0-2 | Rossi–Carambula  | 13-21, 13-21 | Relatório |
| 5 set | 19:00 | Mol–Sørum        | 2-0 | Rossi–Carambula  | 21-0, 21-0   | Relatório |
| 6 set | 12:00 | Ayé–Gauthier-Rat | 2-0 | Bourne–Tr. Crabb | 21-18, 21-12 | Relatório |

#### Grupo C
|     |                          |     | Jogos | Jogos | Jogos | Sets | Sets | Sets  | Pontos | Pontos | Pontos |
| Pos | Equipe                   | Pts | T     | V     | D     | V    | P    | R     | V      | P      | R      |
| --- | ------------------------ | --- | ----- | ----- | ----- | ---- | ---- | ----- | ------ | ------ | ------ |
| 1   | Stoyanovskiy–Krasilnikov | 4   | 2     | 2     | 0     | 4    | 0    | MAX   | 84     | 63     | 1.333  |
| 2   | Cherif–Tijan             | 3   | 2     | 1     | 1     | 2    | 2    | 1.000 | 73     | 73     | 1.000  |
| 3   | Semenov–Leshukov         | 3   | 2     | 1     | 1     | 2    | 2    | 1.000 | 73     | 76     | 0.961  |
| 4   | Windisch–Cottafava       | 2   | 2     | 0     | 2     | 0    | 4    | 0.000 | 66     | 84     | 0.786  |

| 5 set | 16:00 | Stoyanovskiy–Krasilnikov | 2-0 | Windisch–Cottafava | 21-15, 21-17 | Relatório |
| 5 set | 16:00 | Semenov–Leshukov         | 0-2 | Cherif–Tijan       | 19-21, 12-21 | Relatório |
| 5 set | 16:00 | Stoyanovskiy–Krasilnikov | 2-0 | Cherif–Tijan       | 21-17, 21-14 | Relatório |
| 6 set | 13:00 | Windisch–Cottafava       | 0-2 | Semenov–Leshukov   | 17-21, 17-21 | Relatório |

#### Grupo D
|     |                   |     | Jogos | Jogos | Jogos | Sets | Sets | Sets  | Pontos | Pontos | Pontos |
| Pos | Equipe            | Pts | T     | V     | D     | V    | P    | R     | V      | P      | R      |
| --- | ----------------- | --- | ----- | ----- | ----- | ---- | ---- | ----- | ------ | ------ | ------ |
| 1   | Perušič–Schweiner | 4   | 2     | 2     | 0     | 4    | 0    | MAX   | 84     | 57     | 1.474  |
| 2   | Alison–Filho      | 3   | 2     | 1     | 1     | 2    | 2    | 1.000 | 67     | 71     | 0.944  |
| 3   | Lyamin–Myskiv     | 3   | 2     | 1     | 1     | 2    | 2    | 1.000 | 75     | 80     | 0.938  |
| 4   | Mol H.-Berntsen   | 2   | 2     | 0     | 2     | 0    | 4    | 0.000 | 67     | 85     | 0.788  |

| 5 set | 15:00 | Alison–Filho      | 2-0 | Mol H.-Berntsen   | 21-18, 21-11 | Relatório |
| 5 set | 15:00 | Perušič–Schweiner | 2-0 | Lyamin–Myskiv     | 21-19, 21-13 | Relatório |
| 5 set | 15:00 | Alison–Filho      | 0-2 | Perušič–Schweiner | 11-21, 14-21 | Relatório |
| 6 set | 12:00 | Mol H.-Berntsen   | 0-2 | Lyamin–Myskiv     | 18-21, 20-22 | Relatório |

#### Grupo E
|     |                       |     | Jogos | Jogos | Jogos | Sets | Sets | Sets  | Pontos | Pontos | Pontos |
| Pos | Equipe                | Pts | T     | V     | D     | V    | P    | R     | V      | P      | R      |
| --- | --------------------- | --- | ----- | ----- | ----- | ---- | ---- | ----- | ------ | ------ | ------ |
| 1   | Thole–Wickler         | 4   | 2     | 2     | 0     | 4    | 1    | 4.000 | 101    | 77     | 1.312  |
| 2   | Samoilovs–Šmēdiņš     | 3   | 2     | 1     | 1     | 3    | 3    | 1.000 | 106    | 117    | 0.906  |
| 3   | Heidrich–Gerson       | 3   | 2     | 1     | 1     | 3    | 3    | 1.000 | 114    | 107    | 1.065  |
| 4   | Koekelkoren–Van Walle | 2   | 2     | 0     | 2     | 1    | 4    | 0.250 | 78     | 98     | 0.796  |

| 5 set | 15:00 | Thole–Wickler         | 2-0 | Koekelkoren–Van Walle | 21-14, 21-15      | Relatório |  |
| 5 set | 15:00 | Samoilovs–Šmēdiņš     | 2-1 | Heidrich–Gerson       | 15-21,21-17,22-20 | Relatório |  |
| 5 set | 20:00 | Thole–Wickler         | 2-1 | Samoilovs–Šmēdiņš     | 23-25,21-15, 15-8 | Relatório |  |
| 6 set | 12:00 | Koekelkoren–Van Walle | 1-2 | Heidrich–Gerson       | 17-21,22-20,10-15 | Relatório |  |

#### Grupo F
|     |                |     | Jogos | Jogos | Jogos | Sets | Sets | Sets  | Pontos | Pontos | Pontos |
| Pos | Equipe         | Pts | T     | V     | D     | V    | P    | R     | V      | P      | R      |
| --- | -------------- | --- | ----- | ----- | ----- | ---- | ---- | ----- | ------ | ------ | ------ |
| 1   | Pļaviņš–Točs   | 4   | 2     | 2     | 0     | 4    | 0    | MAX   | 63     | 50     | 1.260  |
| 2   | Nõlvak–Tiisaar | 3   | 2     | 1     | 1     | 2    | 2    | 1.000 | 76     | 82     | 0.927  |
| 3   | Kantor–Łosiak  | 3   | 2     | 1     | 1     | 2    | 2    | 1.000 | 18     | 42     | 0.429  |
| 4   | Fijałek–Bryl   | 2   | 2     | 0     | 2     | 0    | 4    | 0.000 | 40     | 86     | 0.465  |

| 5 set | 14:00 | Fijałek–Bryl   | 0-2 | Nõlvak–Tiisaar | 20-22, 20-22 | Relatório |
| 5 set | 14:00 | Pļaviņš–Točs   | 2-0 | Kantor–Łosiak  | 21-18, 21-0  | Relatório |
| 5 set | 20:00 | Nõlvak–Tiisaar | 0-2 | Pļaviņš–Točs   | 14-21, 18-21 | Relatório |
| 6 set | 12:00 | Fijałek–Bryl   | 0-2 | Kantor–Łosiak  | 21-18, 21-0  | Relatório |

#### Grupo G
|     |                   |     | Jogos | Jogos | Jogos | Sets | Sets | Sets  | Pontos | Pontos | Pontos |
| Pos | Equipe            | Pts | T     | V     | D     | V    | P    | R     | V      | P      | R      |
| --- | ----------------- | --- | ----- | ----- | ----- | ---- | ---- | ----- | ------ | ------ | ------ |
| 1   | Evandro–Bruno     | 4   | 2     | 2     | 0     | 4    | 1    | 4.000 | 96     | 80     | 1.200  |
| 2   | Brouwer–Meeuwsen  | 3   | 2     | 1     | 1     | 3    | 2    | 1.500 | 90     | 82     | 1.098  |
| 3   | Herrera–Gavira    | 3   | 2     | 1     | 1     | 2    | 2    | 1.000 | 74     | 79     | 0.937  |
| 4   | Ermacora–Pristauz | 2   | 2     | 0     | 2     | 0    | 4    | 0.000 | 65     | 84     | 0.774  |

| 5 set | 16:00 | Brouwer–Meeuwsen  | 2-0 | Ermacora–Pristauz | 21-13, 21-15       | Relatório |
| 5 set | 16:00 | Evandro–Bruno     | 2-0 | Herrera–Gavira    | 21-16, 21-16       | Relatório |
| 5 set | 21:05 | Brouwer–Meeuwsen  | 1-2 | Evandro–Bruno     | 15-21,21-18, 12-15 | Relatório |
| 6 set | 13:00 | Ermacora–Pristauz | 0-2 | Herrera–Gavira    | 18-21, 19-21       | Relatório |

#### Grupo H
|     |                         |     | Jogos | Jogos | Jogos | Sets | Sets | Sets  | Pontos | Pontos | Pontos |
| Pos | Equipe                  | Pts | T     | V     | D     | V    | P    | R     | V      | P      | R      |
| --- | ----------------------- | --- | ----- | ----- | ----- | ---- | ---- | ----- | ------ | ------ | ------ |
| 1   | van de Velde–Varenhorst | 4   | 2     | 2     | 0     | 4    | 0    | MAX   | 84     | 63     | 1.333  |
| 2   | André–George            | 3   | 2     | 1     | 1     | 2    | 2    | 1.000 | 71     | 72     | 0.986  |
| 3   | Dalhausser–Lucena       | 3   | 2     | 1     | 1     | 2    | 2    | 1.000 | 76     | 68     | 1.118  |
| 4   | Doppler–Horst           | 2   | 2     | 0     | 2     | 0    | 4    | 0.000 | 56     | 84     | 0.667  |

| 5 set | 17:00 | Dalhausser–Lucena       | 0-2 | van de Velde–Varenhorst | 18-21, 16-21 | Relatório |
| 5 set | 17:00 | André–George            | 2-0 | Doppler–Horst           | 21-15, 21-15 | Relatório |
| 5 set | 22:00 | van de Velde–Varenhorst | 2-0 | André–George            | 21-11, 21-18 | Relatório |
| 6 set | 13:00 | Dalhausser–Lucena       | 2-0 | Doppler–Horst           | 21-9, 21-17  | Relatório |

## Fase eliminatória

### Pré-oitavas de final
| 6 set | 16:00 | Samoilovs–Šmēdiņš | 1-2 | Ehlers–Flüggen    | 31-29, 26-28, 15-17 | Relatório |
| 6 set | 17:00 | Cherif–Tijan      | 2-0 | Kantor–Łosiak     | 23-21, 21-15        | Relatório |
| 6 set | 16:00 | Brouwer–Meeuwsen  | 2-1 | Lyamin–Myskiv     | 18-21, 21-18, 15-13 | Relatório |
| 6 set | 17:00 | Nõlvak–Tiisaar    | 1-2 | Heidrich–Gerson   | 17-21,21-16,12-15   | Relatório |
| 6 set | 16:00 | Rossi–Carambula   | 2-1 | Dalhausser–Lucena | 19-21, 21-16, 15-12 | Relatório |
| 6 set | 17:00 | Nicolai–Lupo      | 0-2 | Semenov–Leshukov  | 19-21, 14-21        | Relatório |
| 6 set | 16:00 | André–George      | 1-2 | Herrera–Gavira    | 20-22, 24-22, 28-30 | Relatório |
| 6 set | 17:00 | Alison–Filho      | 1-2 | Ayé–Gauthier-Rat  | 21-13, 14-21, 15-17 | Relatório |

### Oitavas de final
| 6 set | 20:00 | Mol–Sørum                | 2-1 | Ehlers–Flüggen   | 15-21, 21-15, 15-11 | Relatório |
| 6 set | 21:05 | Evandro–Bruno            | 2-0 | Cherif–Tijan     | 21-17, 21-13        | Relatório |
| 6 set | 20:00 | van de Velde–Varenhorst  | 2-1 | Brouwer–Meeuwsen | 21-18, 17-21, 15-13 | Relatório |
| 6 set | 21:00 | Stoyanovskiy–Krasilnikov | 2-0 | Heidrich–Gerson  | 21-14, 27-25        | Relatório |
| 6 set | 20:05 | Perušič–Schweiner        | 2-0 | Rossi–Carambula  | 26-24, 21-11        | Relatório |
| 6 set | 22:00 | Thole–Wickler            | 2-0 | Semenov–Leshukov | 21-16, 21-14        | Relatório |
| 6 set | 20:00 | Pļaviņš–Točs             | 0-2 | Herrera–Gavira   | 22-24, 17-21        | Relatório |
| 6 set | 22:00 | Gibb–Ta. Crabb           | 2-1 | Ayé–Gauthier-Rat | 21-16,18-21, 15-9   | Relatório |

### Quartas de final
| 7 set | 15:50 | Mol–Sørum               | 2-0 | Evandro–Bruno            | 21-17, 21-16        | Relatório |
| 7 set | 15:35 | van de Velde–Varenhorst | 1-2 | Stoyanovskiy–Krasilnikov | 21-19, 19-21, 11-15 | Relatório |
| 7 set | 14:35 | Perušič–Schweiner       | 0-2 | Thole–Wickler            | 12-21, 12-21        | Relatório |
| 7 set | 14:35 | Herrera–Gavira          | 0-2 | Gibb–Ta. Crabb           | 14-21, 32-34        | Relatório |

### Semifinais
| 7 set | 21:50 | Mol–Sørum     | 1-2 | Stoyanovskiy–Krasilnikov | 21-18, 18-21, 9-15 | Relatório |
| 7 set | 20:35 | Thole–Wickler | 2-0 | Gibb–Ta. Crabb           | 26-24, 21-17       | Relatório |

### Terceiro lugar
| 8 set | 19:05 | Mol–Sørum | 2-0 | Gibb–Ta. Crabb | 21-16, 21-15 | Relatório |

### Final
| 8 set | 21:35 | Stoyanovskiy–Krasilnikov | 2-0 | Thole–Wickler | 21-16, 21-16 | Relatório |

## Classificação final
| Posição                                   | Equipe                                   | Pontuação   | Prêmio      |
| ----------------------------------------- | ---------------------------------------- | ----------- | ----------- |
| Medalha de ouro                           | Oleg Stoyanovskiy Viacheslav Krasilnikov | 1200        | $ 40,000.00 |
| Medalha de prata                          | Julius Thole Clemens Wickler             | 1080        | $ 32,000.00 |
| Medalha de bronze                         | Anders Mol Christian Sørum               | 960         | $ 20,000.00 |
| 4                                         | Jake Gibb Taylor Crabb                   | 840         | $ 16,000.00 |
| 5                                         |                                          |             |             |
| Evandro Gonçalves Bruno Oscar Schmidt     | 720                                      | $ 12,000.00 |             |
| Ondřej Perušič David Schweiner            | 720                                      | $ 12,000.00 |             |
| Pablo Herrera Adrián Gavira               | 720                                      | $ 12,000.00 |             |
| Steven van de Velde Christiaan Varenhorst | 720                                      | $ 12,000.00 |             |
| 9                                         |                                          |             |             |
| Quincy Ayé Arnaud Gauthier-Rat            | 600                                      | $ 8,000.00  |             |
| Nils Ehlers Lars Flüggen                  | 600                                      | $ 8,000.00  |             |
| Enrico Rossi Adrian Carambula             | 600                                      | $ 8,000.00  |             |
| Mārtiņš Pļaviņš Edgars Točs               | 600                                      | $ 8,000.00  |             |
| Alexander Brouwer Robert Meeuwsen         | 600                                      | $ 8,000.00  |             |
| Cherif Younousse Ahmed Tijan              | 600                                      | $ 8,000.00  |             |
| Konstantin Semenov Ilya Leshukov          | 600                                      | $ 8,000.00  |             |
| Adrian Heidrich Mirco Gerson              | 600                                      | $ 8,000.00  |             |
| 17                                        |                                          |             |             |
| Alison Cerutti Álvaro Filho               | 480                                      | $ 6,000.00  |             |
| André Loyola Stein George Wanderley       | 480                                      | $ 6,000.00  |             |
| Kusti Nõlvak Mart Tiisaar                 | 480                                      | $ 6,000.00  |             |
| Enrico Rossi Adrian Carambula             | 480                                      | $ 6,000.00  |             |
| Aleksandrs Samoilovs Jānis Šmēdiņš        | 480                                      | $ 6,000.00  |             |
| Piotr Kantor Bartosz Łosiak               | 480                                      | $ 6,000.00  |             |
| Nikita Lyamin Taras Myskiv                | 480                                      | $ 6,000.00  |             |
| Phil Dalhausser Nick Lucena               | 480                                      | $ 6,000.00  |             |
| 25                                        |                                          |             |             |
| Clemens Doppler Alexander Horst           | 360                                      | $ 4,000.00  |             |
| Martin Ermacora Moritz Pristauz           | 360                                      | $ 4,000.00  |             |
| Dries Koekelkoren Tom Van Walle           | 360                                      | $ 4,000.00  |             |
| Jakob Windisch Samuele Cottafava          | 360                                      | $ 4,000.00  |             |
| Lombardo Ontiveros Juan Virgen            | 360                                      | $ 4,000.00  |             |
| Hendrik Mol Mathias Berntsen              | 360                                      | $ 4,000.00  |             |
| Grzegorz Fijałek Michał Bryl              | 360                                      | $ 4,000.00  |             |
| Tri Bourne Trevor Crabb                   | 360                                      | $ 4,000.00  |             |

## Torneio Feminino

### Fase classificatória
|  | Qualificados para oitavas de final (primeira colocação)   |
|  | Qualificados para rodada 24 (segunda e terceira posições) |
|  | Eliminados                                                |

#### Grupo A
| 5 set | 11:00 | Pavan – Humana-Paredes | 2-0 | Puccinelli–Scampoli | 21-13, 21-13       | Relatório |
| 5 set | 11:00 | Larsen–Stockman        | 2-1 | Stubbe–Van Iersel   | 16-21,21-15, 15-13 | Relatório |
| 5 set | 18:00 | Pavan – Humana-Paredes | 1-2 | Larsen–Stockman     | 15-21,23-21, 13-15 | Relatório |
| 6 set | 10:00 | Puccinelli–Scampoli    | 0-2 | Stubbe–Van Iersel   | 18-21, 15-21       | Relatório |

#### Grupo B
|     |                     |     | Jogos | Jogos | Jogos | Sets | Sets | Sets  | Pontos | Pontos | Pontos |
| Pos | Equipe              | Pts | T     | V     | D     | V    | P    | R     | V      | P      | R      |
| --- | ------------------- | --- | ----- | ----- | ----- | ---- | ---- | ----- | ------ | ------ | ------ |
| 1   | Klineman–A. Ross    | 4   | 2     | 2     | 0     | 4    | 0    | MAX   | 85     | 64     | 1.328  |
| 2   | Bansley–Wilkerson   | 3   | 2     | 1     | 1     | 2    | 2    | 1.000 | 73     | 73     | 1.000  |
| 3   | Štrbová–Dubovcová   | 3   | 2     | 1     | 1     | 2    | 2    | 1.000 | 72     | 71     | 1.014  |
| 4   | Zuccarelli–Traballi | 2   | 2     | 0     | 2     | 0    | 4    | 0.000 | 62     | 87     | 0.713  |

| 5 set | 12:00 | Klineman–A. Ross    | 2-0 | Zuccarelli–Traballi | 21-16, 21-17 | Relatório |
| 5 set | 12:00 | Bansley–Wilkerson   | 2-0 | Štrbová–Dubovcová   | 21-11, 21-19 | Relatório |
| 5 set | 20:00 | Klineman–A. Ross    | 2-0 | Bansley–Wilkerson   | 22-20, 21-11 | Relatório |
| 6 set | 11:00 | Zuccarelli–Traballi | 0-2 | Štrbová–Dubovcová   | 14-21, 15-21 | Relatório |

#### Grupo C
|     |                   |     | Jogos | Jogos | Jogos | Sets | Sets | Sets  | Pontos | Pontos | Pontos |
| Pos | Equipe            | Pts | T     | V     | D     | V    | P    | R     | V      | P      | R      |
| --- | ----------------- | --- | ----- | ----- | ----- | ---- | ---- | ----- | ------ | ------ | ------ |
| 1   | Liliana–Elsa      | 4   | 2     | 2     | 0     | 4    | 0    | MAX   | 91     | 72     | 1.264  |
| 2   | Antonelli – Carol | 3   | 2     | 1     | 1     | 2    | 3    | 0.667 | 103    | 104    | 0.990  |
| 3   | Keizer–Meppelink  | 3   | 2     | 1     | 1     | 2    | 3    | 0.667 | 71     | 74     | 0.959  |
| 4   | Dabizha–Rudykh    | 2   | 2     | 0     | 2     | 0    | 4    | 0.000 | 87     | 102    | 0.853  |

| 5 set | 10:00 | Antonelli – Carol | 2-1 | Dabizha–Rudykh   | 24-26,21-18, 15-11 | Relatório |
| 5 set | 10:00 | Keizer–Meppelink  | 0-2 | Liliana–Elsa     | 14-21, 15-21       | Relatório |
| 5 set | 18:00 | Antonelli – Carol | 0-2 | Liliana–Elsa     | 26-28, 17-21       | Relatório |
| 6 set | 10:00 | Dabizha–Rudykh    | 0-2 | Keizer–Meppelink | 14-21, 18-21       | Relatório |

#### Grupo D
|     |                    |     | Jogos | Jogos | Jogos | Sets | Sets | Sets  | Pontos | Pontos | Pontos |
| Pos | Equipe             | Pts | T     | V     | D     | V    | P    | R     | V      | P      | R      |
| --- | ------------------ | --- | ----- | ----- | ----- | ---- | ---- | ----- | ------ | ------ | ------ |
| 1   | Ágatha–Duda        | 4   | 2     | 2     | 0     | 4    | 1    | 4.000 | 99     | 84     | 1.179  |
| 2   | Borger–Sude        | 3   | 2     | 1     | 1     | 3    | 2    | 1.500 | 101    | 101    | 1.000  |
| 3   | Ludwig–Kozuch      | 3   | 2     | 1     | 1     | 2    | 2    | 1.000 | 87     | 82     | 1.061  |
| 4   | Bocharova–Voronina | 2   | 2     | 0     | 2     | 0    | 4    | 0.000 | 65     | 85     | 0.765  |

| 5 set | 10:00 | Ágatha–Duda        | 2-0 | Bocharova–Voronina | 21-14, 21-17       | Relatório |
| 5 set | 10:00 | Borger–Sude        | 2-0 | Ludwig–Kozuch      | 21-19, 27-25       | Relatório |
| 5 set | 18:00 | Ágatha–Duda        | 2-1 | Borger–Sude        | 18-21,24-22, 15-10 | Relatório |
| 6 set | 10:00 | Bocharova–Voronina | 0-2 | Ludwig–Kozuch      | 14-21, 20-22       | Relatório |

#### Grupo E
|     |                     |     | Jogos | Jogos | Jogos | Sets | Sets | Sets  | Pontos | Pontos | Pontos |
| Pos | Equipe              | Pts | T     | V     | D     | V    | P    | R     | V      | P      | R      |
| --- | ------------------- | --- | ----- | ----- | ----- | ---- | ---- | ----- | ------ | ------ | ------ |
| 1   | Betschart–Hüberli   | 4   | 2     | 2     | 0     | 4    | 1    | 4.000 | 97     | 88     | 1.102  |
| 2   | Graudina–Kravčenoka | 3   | 2     | 1     | 1     | 2    | 3    | 0.667 | 91     | 87     | 1.046  |
| 3   | Xia–Wang F.         | 3   | 2     | 1     | 1     | 3    | 3    | 1.000 | 108    | 115    | 0.939  |
| 4   | Kubíčková–Kvapilová | 2   | 2     | 0     | 2     | 2    | 5    | 0.400 | 112    | 118    | 0.949  |

| 5 set | 12:00 | Betschart–Hüberli   | 2-1 | Kubíčková–Kvapilová | 18-21, 21-17, 16-14 | Relatório |
| 5 set | 12:00 | Graudina–Kravčenoka | 2-1 | Xia–Wang F.         | 19-21, 21-12, 15-12 | Relatório |
| 5 set | 19:00 | Betschart–Hüberli   | 2-0 | Graudina–Kravčenoka | 21-18, 21-18        | Relatório |
| 6 set | 11:00 | Kubíčková–Kvapilová | 1-2 | Xia–Wang F.         | 25-27, 23-21, 12-15 | Relatório |

#### Grupo F
|     |                      |     | Jogos | Jogos | Jogos | Sets | Sets | Sets  | Pontos | Pontos | Pontos |
| Pos | Equipe               | Pts | T     | V     | D     | V    | P    | R     | V      | P      | R      |
| --- | -------------------- | --- | ----- | ----- | ----- | ---- | ---- | ----- | ------ | ------ | ------ |
| 1   | Ana Patrícia–Rebecca | 4   | 2     | 2     | 0     | 4    | 0    | MAX   | 84     | 63     | 1.333  |
| 2   | Sweat–Walsh Jennings | 3   | 2     | 1     | 1     | 2    | 2    | 1.000 | 73     | 79     | 0.924  |
| 3   | Hermannová–Sluková   | 3   | 2     | 1     | 1     | 2    | 2    | 1.000 | 79     | 69     | 1.145  |
| 4   | Koshikawa–Murakami   | 2   | 2     | 0     | 2     | 0    | 4    | 0.000 | 59     | 84     | 0.702  |

| 5 set | 11:00 | Ana Patrícia–Rebecca | 2-0 | Koshikawa–Murakami   | 21-15, 21-18 | Relatório |
| 5 set | 11:00 | Sweat–Walsh Jennings | 2-0 | Hermannová–Sluková   | 22-20, 21-17 | Relatório |
| 5 set | 18:00 | Ana Patrícia–Rebecca | 2-0 | Sweat–Walsh Jennings | 21-15, 21-15 | Relatório |
| 6 set | 10:00 | Koshikawa–Murakami   | 0-2 | Hermannová–Sluková   | 14-21, 12-21 | Relatório |

#### Grupo G
|     |                              |     | Jogos | Jogos | Jogos | Sets | Sets | Sets  | Pontos | Pontos | Pontos |
| Pos | Equipe                       | Pts | T     | V     | D     | V    | P    | R     | V      | P      | R      |
| --- | ---------------------------- | --- | ----- | ----- | ----- | ---- | ---- | ----- | ------ | ------ | ------ |
| 1   | Heidrich – Vergé-Dépré       | 4   | 2     | 2     | 0     | 4    | 0    | MAX   | 84     | 43     | 1.953  |
| 2   | Bieneck–Schneider            | 3   | 2     | 1     | 1     | 2    | 3    | 0.667 | 81     | 88     | 0.920  |
| 3   | Schützenhöferk–Plesiutschnig | 3   | 2     | 1     | 1     | 2    | 3    | 0.667 | 68     | 89     | 0.764  |
| 4   | Bárbara–Fernanda             | 2   | 2     | 0     | 2     | 2    | 4    | 0.500 | 103    | 106    | 0.972  |

| 5 set | 13:00 | Bárbara–Fernanda       | 1-2 | Bieneck–Schneider            | 16-21, 21-16, 9-15  | Relatório |
| 5 set | 13:00 | Heidrich – Vergé-Dépré | 2-0 | Schützenhöferk–Plesiutschnig | 21-11, 21-3         | Relatório |
| 5 set | 19:00 | Bieneck–Schneider      | 0-2 | Bieneck–Schneider            | 13-21, 16-21        | Relatório |
| 6 set | 11:00 | Bárbara–Fernanda       | 1-2 | Schützenhöferk–Plesiutschnig | 21-23, 21-14, 15-17 | Relatório |

#### Grupo H
|     |                     |     | Jogos | Jogos | Jogos | Sets | Sets | Sets  | Pontos | Pontos | Pontos |
| Pos | Equipe              | Pts | T     | V     | D     | V    | P    | R     | V      | P      | R      |
| --- | ------------------- | --- | ----- | ----- | ----- | ---- | ---- | ----- | ------ | ------ | ------ |
| 1   | Sponcil–Claes       | 4   | 2     | 2     | 0     | 4    | 0    | MAX   | 87     | 70     | 1.243  |
| 2   | Ittlinger–Laboureur | 3   | 2     | 1     | 1     | 2    | 3    | 0.667 | 95     | 101    | 0.941  |
| 3   | Menegatti–Toth      | 3   | 2     | 1     | 1     | 3    | 2    | 1.500 | 98     | 87     | 1.126  |
| 4   | Ukolova–Birlova     | 2   | 2     | 0     | 2     | 0    | 4    | 0.000 | 62     | 84     | 0.738  |

| 5 set | 13:00 | Menegatti–Toth      | 1-2 | Ittlinger–Laboureur | 21-14, 23-25, 12-15 | Relatório |
| 5 set | 13:00 | Sponcil–Claes       | 2-0 | Ukolova–Birlova     | 21-15, 21-14        | Relatório |
| 5 set | 19:00 | Ittlinger–Laboureur | 0-2 | Sponcil–Claes       | 22-24, 19-21        | Relatório |
| 6 set | 11:00 | Menegatti–Toth      | 2-0 | Ukolova–Birlova     | 21-16, 21-17        | Relatório |

## Fase eliminatória

### Pré-oitavas de final
| 6 set | 14:15 | Ittlinger–Laboureur    | 0-2 | Hermannová–Sluková           | 16-21, 16-21 | Relatório |
| 6 se  | 14:15 | Borger–Sude            | 0-2 | Keizer–Meppelink             | 26-28, 16-21 | Relatório |
| 6 set | 14:15 | Pavan – Humana-Paredes | 2-0 | Schützenhöferk–Plesiutschnig | 21-19, 27-25 | Relatório |
| 6 se  | 14:15 | Sweat–Walsh Jennings   | 0-2 | Menegatti–Toth               | 19-21, 10-21 | Relatório |
| 6 set | 15:15 | Bieneck–Schneider      | 2-0 | Stubbe–Van Iersel            | 25-23, 37-35 | Relatório |
| 6 se  | 15:15 | Graudina–Kravčenoka    | 2-0 | Štrbová–Dubovcová            | 21-16, 21-17 | Relatório |
| 6 set | 15:15 | Bansley–Wilkerson      | 0-2 | Xia–Wang F.                  | 17-21, 15-21 | Relatório |
| 6 se  | 15:15 | Antonelli – Carol      | 0-2 | Ludwig–Kozuch                | 15-21, 17-21 | Relatório |

### Oitavas de final
| 6 set | 18:00 | Klineman–A. Ross       | 0-2 | Hermannová–Sluková     | 13-21, 14-21        | Relatório |
| 6 se  | 18:00 | Ana Patrícia–Rebecca   | 2-0 | Keizer–Meppelink       | 21-17, 21-13        | Relatório |
| 6 set | 18:00 | Betschart–Hüberli      | 1-2 | Pavan – Humana-Paredes | 12-21, 21-15, 7-15  | Relatório |
| 6 se  | 18:05 | Ágatha–Duda            | 2-0 | Menegatti–Toth         | 21-16, 21-13        | Relatório |
| 6 set | 19:00 | Liliana–Elsa           | 2-0 | Bieneck–Schneider      | 21-15, 21-13        | Relatório |
| 6 se  | 19:05 | Heidrich – Vergé-Dépré | 2-1 | Graudina–Kravčenoka    | 21-17, 17-21, 15-12 | Relatório |
| 6 set | 19:00 | Sponcil–Claes          | 1-2 | Xia–Wang F.            | 16-21, 21-18, 14-16 | Relatório |
| 6 se  | 19:00 | Larsen–Stockman        | 1-2 | Ludwig–Kozuch          | 21-16, 16-21, 12-15 | Relatório |

### Quartas de final
| 7 set | 12:05 | Hermannová–Sluková     | 0-2 | Ana Patrícia–Rebecca   | 18-21, 19-21        | Relatório |
| 7 set | 12:00 | Pavan – Humana-Paredes | 0-2 | Ágatha–Duda            | 18-21, 14-21        | Relatório |
| 7 set | 13:20 | Liliana–Elsa           | 1-2 | Heidrich – Vergé-Dépré | 21-17, 13-21, 10-15 | Relatório |
| 7 set | 13:00 | Xia–Wang F.            | 1-2 | Ludwig–Kozuch          | 22-20, 13-21, 16-18 | Relatório |

### Semifinais
| 7 set | 18:05 | Ana Patrícia–Rebecca   | 1-2 | Ágatha–Duda   | 21-17, 19-21, 13-15 | Relatório |
| 7 set | 19:20 | Heidrich – Vergé-Dépré | 0-2 | Ludwig–Kozuch | 22-24, 13-21        | Relatório |

### Terceiro lugar
| 8 set | 17:50 | Ana Patrícia–Rebecca | 2-1 | Heidrich – Vergé-Dépré | 19-21, 21-18, 16-14 | Relatório |

### Final
| 8 set | 20:20 | Ágatha–Duda | 0-2 | Ludwig–Kozuch | 19-21, 17-21 | Relatório |

## Classificação final
| Posição                                     | Equipe                                | Pontuação   | Prêmio      |
| ------------------------------------------- | ------------------------------------- | ----------- | ----------- |
| Medalha de ouro                             | Laura Ludwig Margareta Kozuch         | 1200        | $ 40,000.00 |
| Medalha de prata                            | Ágatha Duda                           | 1080        | $ 32,000.00 |
| Medalha de bronze                           | Ana Patrícia Ramos Rebecca Cavalcante | 960         | $ 20,000.00 |
| 4                                           | Joana Heidrich Anouk Vergé-Dépré      | 720         | $ 16,000.00 |
| 5                                           |                                       |             |             |
| Sarah Pavan Melissa Humana-Paredes          | 720                                   | $ 12,000.00 |             |
| Xia Xinyi Wang Fan                          | 720                                   | $ 12,000.00 |             |
| Barbora Hermannová Markéta Sluková          | 720                                   | $ 12,000.00 |             |
| Liliana Fernández–Elsa Baquerizo            | 720                                   | $ 12,000.00 |             |
| 9                                           |                                       |             |             |
| Victoria Bieneck Isabel Schneider           | 600                                   | $ 8,000.00  |             |
| Marta Menegatti Viktoria Orsi Toth          | 600                                   | $ 8,000.00  |             |
| Tina Graudina Anastasija Kravčenoka         | 600                                   | $ 8,000.00  |             |
| Sanne Keizer Madelein Meppelink             | 600                                   | $ 8,000.00  |             |
| Nina Betschart Tanja Hüberli                | 600                                   | $ 8,000.00  |             |
| Sarah Sponcil Kelly Claes                   | 600                                   | $ 8,000.00  |             |
| Alexandra Klineman April Ross               | 600                                   | $ 8,000.00  |             |
| Kelley Larsen Emily Stockman                | 600                                   | $ 8,000.00  |             |
| 17                                          |                                       |             |             |
| Katharina Schützenhöferk Lena Plesiutschnig | 480                                   | $ 6,000.00  |             |
| Maria Elisa Antonelli Carolina Solberg      | 480                                   | $ 6,000.00  |             |
| Heather Bansley Brandie Wilkerson           | 480                                   | $ 6,000.00  |             |
| Karla Borger Julia Sude                     | 480                                   | $ 6,000.00  |             |
| Sandra Ittlinger Chantal Laboureur          | 480                                   | $ 6,000.00  |             |
| Joy Stubbe Marleen van Iersel               | 4800                                  | $ 6,000.00  |             |
| Andrea Štrbová Natália Dubovcová            | 480                                   | $ 6,000.00  |             |
| Brooke Sweat Kerri Walsh Jennings           | 480                                   | $ 6,000.00  |             |
| 25                                          |                                       |             |             |
| Bárbara Seixas Fernanda Berti               | 360                                   | $ 4,000.00  |             |
| Michaela Kubíčková Michala Kvapilová        | 360                                   | $ 4,000.00  |             |
| Claudia Puccinelli Claudia Scampoli         | 360                                   | $ 4,000.00  |             |
| Agata Zuccarelli Gaia Traballii             | 360                                   | $ 4,000.00  |             |
| Miki Koshikawa Megumi Murakami              | 360                                   | $ 4,000.00  |             |
| Mariia Bocharova Maria Voronina             | 360                                   | $ 4,000.00  |             |
| Ksenia Dabizha Daria Rudykh                 | 360                                   | $ 4,000.00  |             |
| Evgenia Ukolova Ekaterina Birlova           | 360                                   | $ 4,000.00  |             |